# 55e corps d'armée (Allemagne)
Le 55e corps d'armée (en allemand : LV. Armeekorps) était un corps d'armée de l'armée de terre allemande, la Heer, au sein de la Wehrmacht pendant la Seconde Guerre mondiale.

## Hiérarchie des unités
| Nom          | Nbre d'hommes       | Unités subalternes                | Grade de commandement                 |
| ------------ | ------------------- | --------------------------------- | ------------------------------------- |
| Heeresgruppe | + 300 000           | 2 à + Armeen (Armées)             | Generaloberst ou Generalfeldmarschall |
| Armee        | + 100 000 - 300 000 | 2 à + Armeekorps (Corps d'armées) | General ou Generaloberst              |
| Armeekorps   | + 30 000 - 80 000   | 2 à + Divisionen (Division)       | Generalleutnant ou General            |
| Division     | + 10 000 – 20 000   | 2 à 6 Brigaden (Brigade)          | Generalmajor ou Generalleutnant       |
| Brigade      | + 3 000 – 5 000     | jusqu'à 3 Regimentern (Régiment)  | Oberst ou Generalmajor                |

## Historique
Le LV. Armeekorps a été créé le 6 janvier 1941 dans le Wehrkreis V.

En mars 1945, son état-major prend le nom de Kommandant von Pillau.

## Organisation

### Commandants successifs
| Date                             | Grade                  | Commandant                |
| -------------------------------- | ---------------------- | ------------------------- |
| 6 janvier 1941 - 13 février 1942 | General der Infanterie | Erwin Vierow              |
| 14 février 1942 - 9 mars 1943    | Generalmajor           | Rudolf Freiherr von Roman |
| 10 mars 1943 - 5 octobre 1943    | General der Infanterie | Erich Jaschke             |
| 6 octobre 1943 - Janvier 1944    | General der Infanterie | Friedrich Herrlein        |
| Janvier 1944 - Mai 1944          | General der Infanterie | Horst Großmann            |
| Mai 1944 - 5 février 1945        | General der Infanterie | Friedrich Herrlein        |
| Février 1945 - fin avril 1945    | Generalleutnant        | Kurt Chill                |

### Chef des Generalstabes
| Date                            | Grade               | Commandant                           |
| ------------------------------- | ------------------- | ------------------------------------ |
| Janvier 1941 - 1er février 1944 | Oberst i.G.         | Werner Wagner                        |
| 1er février 1944 - Octobre 1944 | Oberst i.G.         | Johannes Hölz                        |
| Novembre 1944 - Avril 1945      | Oberstleutnant i.G. | Wolf von Frankenberg und Ludwigsdorf |

### 1. Generalstabsoffizier (Ia)
| Date                        | Grade               | Commandant                              |
| --------------------------- | ------------------- | --------------------------------------- |
| Janvier 1941 - Janvier 1943 | Major i.G.          | Hubert Werner                           |
| Januar 1943 - Février 1943  | Major i.G.          | Hubert Freiherr Schenck zu Schweinsberg |
| Février 1943 - Octobre 1943 | Major i.G.          | Harald Weberstedt                       |
| Octobre 1943 - Février 1944 | Oberstleutnant i.G. | Heinz Müller-Lankow                     |
| Mars 1944 - Août 1944       | Major i.G.          | Werner Freiherr von Schönau-Wehr        |
| Août 1944 - ? 1945          | Major i.G.          | Franz von Löbbecke                      |
| ? 1945 - ? 1945             | Major i.G.          | Ernst-Heinrich von Götz                 |

## Théâtres d'opérations
- Allemagne : Janvier 1941 - Juin 1941
- Front de l'Est secteur Centre : Juin 1941 - Janvier 1945
- Prusse orientale : Janvier 1945 - Juin 1945

## Ordre de batailles

### Rattachement d'Armées
| Date        | Armée            | Groupe d'Armées    |
| ----------- | ---------------- | ------------------ |
| 1941        |                  |                    |
| 6 janvier   | BdE              |                    |
| 1er février | 2. Armee         | Heeresgruppe C     |
| 1er avril   | 11. Armee        | Heeresgruppe C     |
| 29 avril    | 6. Armee         | Heeresgruppe A     |
| 22 juin     | 6. Armee         | Heeresgruppe Süd   |
| 10 août     | Gr. v. Schwedler | Heeresgruppe Süd   |
| 25 août     | XXIX. Armeekorps | Heeresgruppe Süd   |
| 26 août     | 17. Armee        | Heeresgruppe Süd   |
| 5 octobre   | 6. Armee         | Heeresgruppe Süd   |
| 22 octobre  | 2. Armee         |                    |
| 1942        |                  |                    |
| 1er janvier | 2. Armee         | Heeresgruppe Mitte |
| 15 janvier  | 2. Armee         | Heeresgruppe Süd   |
| 9 juillet   | 2. Armee         | Heeresgruppe B     |
| 1943        |                  |                    |
| 1er janvier | 2. Armee         | Heeresgruppe B     |
| 4 février   | 2. Panzerarmee   | Heeresgruppe Mitte |
| 13 août     | 9. Armee         | Heeresgruppe Mitte |
| 2 octobre   | 2. Panzerarmee   | Heeresgruppe Mitte |
| 1944        |                  |                    |
| 1er janvier | 9. Armee         | Heeresgruppe Mitte |
| juillet     | 2. Armee         | Heeresgruppe Mitte |
| Septembre   | 4. Armee         | Heeresgruppe Mitte |
| 1945        |                  |                    |
| Janvier     | 4. Armee         | Heeresgruppe Mitte |
| Février     | z. Vfg.          | Heeresgruppe Nord  |
| Avril       | AOK Ostpreußen   | OKH                |

### Unités subordonnées
28 août 1941 (en tant que A.O.K.-Reserve de la 17. Armee)
- 57. Infanterie-Division
- 295. Infanterie-Division

3 septembre 1941
- 57. Infanterie-Division
- 295. Infanterie-Division
- 9. Infanterie-Division

2 janvier 1942
- 95. Infanterie-Division
- 299. Infanterie-Division (1/3)
- 1. SS-Brigade
- 3. Panzer-Division
- 168. Infanterie-Division (1/3)
- 45. Infanterie-Division
- 221. Sicherungs-Division

12 mars 1942
- 95. Infanterie-Division
- Gruppe Moser (Stab 299. Infanterie-Division)
- 45. Infanterie-Division

23 mai 1942
- 95. Infanterie-Division
- 45. Infanterie-Division
- 1. SS-Brigade
- 299. Infanterie-Division

24 juin 1942
- 95. Infanterie-Division
- 45. Infanterie-Division
- 1. SS-Brigade
- 299. Infanterie-Division

22 décembre 1942
- 88. Infanterie-Division
- 383. Infanterie-Division
- 45. Infanterie-Division
- 299. Infanterie-Division

7 juillet 1943
- 134. Infanterie-Division
- 110. Infanterie-Division
- 296. Infanterie-Division
- 339. Infanterie-Division

18 août 1943
- 321. Infanterie-Division
- 339. Infanterie-Division
- 110. Infanterie-Division
- 296. Infanterie-Division

3 octobre 1943
- 268. Infanterie-Division
- 110. Infanterie-Division
- 211. Infanterie-Division

3 novembre 1943
- 110. Infanterie-Division
- 211. Infanterie-Division

21 novembre 1943
- 267. Infanterie-Division
- 110. Infanterie-Division

10 décembre 1943
- 383. Infanterie-Division
- 110. Infanterie-Division
- 296. Infanterie-Division
- 6. Infanterie-Division

26 décembre 1943
- 31. Infanterie-Division
- 110. Infanterie-Division
- 296. Infanterie-Division
- 6. Infanterie-Division

24 janvier 1944
- 296. Infanterie-Division
- 707. Infanterie-Division
- 31. Infanterie-Division
- Sicherungs-Regiment 45

19 février 1944
- 296. Infanterie-Division
- 707. Infanterie-Division
- 31. Infanterie-Division
- 6. Infanterie-Division

15 mars 1944
- 20. Panzer-Division
- 5. Panzer-Division
- 296. Infanterie-Division
- Stab 707. Infanterie-Division

25 mars 1944
- 296. Infanterie-Division
- 134. Infanterie-Division
- 20. Panzer-Division
- Stab 707. Infanterie-Division

18 avril 1944
- 292. Infanterie-Division
- 102. Infanterie-Division

16 septembre 1944
- 28. Jäger-Division
- 267. Infanterie-Division
- 203. Sicherungs-Division
- 562. Grenadier-Division

## Sources
- LV. Armeekorps sur Lexikon-der-wehrmacht.de